# Panthea idea
Panthea idea är en fjärilsart som beskrevs av Felix Bryk 1948. Panthea idea ingår i släktet Panthea och familjen Pantheidae. Inga underarter finns listade i Catalogue of Life.